# Состен Могенара
Состен Тарум Могенара  (фр. Sosthene Taroum Moguenara; Сар, Чад 17. октобар 1989) је немачка атлетичарка, специјалиста за скок удаљ. Чланица је АК Ватенштајн 10 из Бохума.

## Биографија
Као победница Немачких првенства за јуниоре 2008. истакла се на почетку сезоне 2009. победом у Лајпцигу на сениорском првенству Немачке у дворани скоком 6,54 м. Године 2010. скочила је на митингу у Карлсруеу 6,75 м и квалификовала се за учешће на Светском првенству у дворани 2008. у Дохи (Катар). Такмичење је завршила у квалификацијама са најбољим скоком 6,37 м.
У 2011. години Немица је освојила бронзану медаљу на европском првенству за млађе сениоре у Острави и поправила свој лични рекорд на отвореном на 6,74 м. Игубила је од Дарије Клишине и Иване Шпановић.
Лични рекорд са 6,88 поправља у Везелу 2012. Исте године учествовала је на Европском првенству у Хелсинкију. где завршава као четврта. Затим одлази на Летње оимпијске игре у Лондон, где се није прославила, јер је завршила у квалификацијама.
Дана 2. августа 2013. на избору за састав немачке репрезентације у Вајнхајму, први пут је у својој каријери прекорачила границу од седам метара скоком од 7,4 м, што се у Немачкој није догодило још од времена Источне Немачке. У августу 2013, на Светском првенству у Москви била је 12 са 6,42 метра.
На првенствина Немачке Могенара је имала следеће резултате:
- на отвореном, 4 медаље: 1 златна (2013), 2 сребрне (2014, 2015) 1. бронзана (2013)
- у дворани 4 медаље : 4 златне (2009, 2010, 2014 и 2015)

## Резултати на значајним такмичењима
| Година    | Такмичење                    | Место                           | Пласман   | Резултат  | Детаљи                                    |
| Немачка   | Немачка                      | Немачка                         | Немачка   | Немачка   | Немачка                                   |
| Скок удаљ | Скок удаљ                    | Скок удаљ                       | Скок удаљ | Скок удаљ | Скок удаљ                                 |
| --------- | ---------------------------- | ------------------------------- | --------- | --------- | ----------------------------------------- |
| 2009.     | Европско првенство У-23      | Каунас, Литванија               | 4.        | 6,69 в    |                                           |
| 2010.     | Светско првенство у дворани  | Доха, Катар                     | 11.       | 6,37      |                                           |
| 2011.     | Европско првенство У-23      | Острава, Чешка                  |           | 6,74 ЛР   | Архивирано на веб-сајту (20. август 2012) |
| 2011.     | Светско првенство            | Тегу, Јужна Кореја              | 31.       | 6,02      | Архивирано на веб-сајту (19. август 2019) |
| 2012.     | Европско првенство           | Хелсинки, Финска                | 4         | 6,66      |                                           |
| 2012.     | Олимпијске игре              | Лондон, Уједињено Краљевство    | 18.       | 6,23      |                                           |
| 2013.     | Светско првенство            | Москва, Русија                  | 11        | 6,42      |                                           |
| 2014.     | Светско првенство у дворани  | Сопот, Пољска                   | 10        | 6,44      |                                           |
| 2014.     | Европско првенство           | Цирих, Швајцарска               | 9.        | 6,39      |                                           |
| 2015.     | Европско првенство у дворани | Праг. Чешка                     |           | 6,44      |                                           |
| 2015.     | Светско првенство            | Пекинг, Кина                    | 27        | 6,23      |                                           |
| 2016.     | Олимпијске игре              | Рио де Жанеиро, Бразил          | 10.       | 6,61      |                                           |
| 2017.     | Светско првенство у дворани  | Бирмингем, Уједињено Краљевство |           | 6,85      |                                           |

- в = ветар јачи од дозвољеног

## Лични рекорди
| Дисциплина | Дисциплина   | Резултат | Место     | Датум            |
| ---------- | ------------ | -------- | --------- | ---------------- |
| Скок удаљ  | на отвореном | 7,16 м   | Вајнхајм  | 28. мај 2016.    |
| Скок удаљ  | у сали       | 6,86 м   | Сарбрикен | 11. јануар 2015. |